# Cristiano Augusto, Príncipe de Waldeck e Pyrmont
Cristiano Augusto, Príncipe de Waldeck e Pyrmont (6 de Dezembro de 1744 – 25 de Agosto de 1798) foi um general no exército austríaco e comandante e marechal-de-campo do exército terrestre português.

## Primeiros anos
Cristiano Augusto era filho de Carlos Augusto, Príncipe de Waldeck e Pyrmont e da sua esposa, a condessa Cristiana Henriqueta do Palatinado-Zweibrücken.
Gostava de arte e, tal como os seus pais, tinha um gosto particular pela idade antiga. Foi por isso que um dos destinos da sua grande digressão foi Itália, onde se cruzou durante um breve período de tempo com Johann Wolfgang von Goethe, que estava a viajar pelo mesmo país. Goethe escreveu sobre as boas memórias que tinha de uma viagem a Pozzuoli e da "companhia de um príncipe tão perfeito e bem educado". Cristiano Augusto sugeriu a Goethe que o acompanhasse para a Croácia e Grécia, mas o escritor recusou o conviteː "Se olharmos para o mundo e quisermos descobri-lo todo de uma vez, então devemos ter cuidado para não nos deixarmos levar ou até enlouquecer". Mais tarde, Cristiano Augusto contribuiu significativamente para a grande colecção de antiguidades do Castelo de Arolsen em Waldeck.

## Carreira militar
Tal como o seu pai, que foi o último comandante do exército holandês durante a Guerra de Sucessão Austríaca, Cristiano Augusto também seguiu a vida militar. Em 1770, foi nomeado tenente-coronel no 39º Regimento dos Dragões Austríacos de Carlos Augusto, Conde Palatino de Zweibrücken-Birkenfeld. Um ano depois, tornou-se comandante dessa mesma unidade. Lutou como voluntário no lado russo durante a Guerra Russo-Turca (1768-1774) contra o Império Otomano. Em 1773, regressou com a patente de coronel ao seu regimento austríaco e o Imperador nomeou-o seu guardião. A partir desse momento, passou a ser o 39º Regimento dos Dragões Austríacos do Príncipe de Waldeck. Em 1781, publicou um livro intitulado Kleine Berichtigungen über Versuch einer Geschichte des bayerischen Erbfolgekrieges (Pequenas correcções na tentativa de descrever a história da Guerra de Sucessão da Baviera"). Durante a Guerra Russo-Turca (1787-1792), prestou serviço às ordens do marechal-de-campo Ernst Gideon von Laudon. Ganhou algumas batalhas e foi promovido a tenente-marechal-de-campo.
Foi nessa posição que Cristiano Augusto comandou uma divisão contra as tropas francesas no início da Guerra da Primeira Coligação em 1792. Ficou ferido durante uma expedição à fortaleza de Thionville e perdeu o braço esquerdo.
Foi convocado a Viena e o imperador Francisco II pediu-lhe que elaborasse um plano de operações para o exército conjunto da Áustria e da Prússia no Reno, mas o plano nunca foi aceite pela Prússia. Depois de negociações árduas, Cristiano Augusto conseguiu convencer o rei da Prússia a dar início à ofensiva na Alsácia. O príncipe de Waldeck comandou os corpos austríacos, uma parte do exército comandado pelo general Dagobert Sigmund von Wurmser. Na conquista de Wissembourg, comandou a primeira coluna que atacou. Atravessou o Reno com as suas tropas em Seltz a 13 de Outubro de 1793 e atacou os defensores franceses na retaguarda enquanto o general Wurmser abriu um ataque frontal contra o inimigo em Wissembourg. Depois, Cristiano Augusto contribuiu de forma decisiva para a vitória nessa região. Também se distinguiu noutras batalhas posteriores. Quando o general Wurmser se reformou em 1794, Cristiano Augusto passou a comandar o exército austríaco no Reno, até ter de passar o comando para o conde imperial Johann Georg von Browne. Recebeu a cruz de comandante da Ordem Militar de Maria Teresa pelos seus feitos em Wissembourg e foi promovido a general da cavalaria.
Em 1794, sucedeu a Karl Mack von Leiberich como intendente-general do exército austríaco nos Países Baixos Austríacos, sob as ordens do príncipe Josias de Saxe-Coburgo-Saalfeld. Pouco tempo depois, tornou-se membro do Conselho de Guerra de Viena. Em 1796, recebeu o comando geral da Boémia.
Em 1797, foi convidado a comandar o exército terrestre de Portugal. Com o consentimento do Imperador, aceitou a posição. No entanto, não conseguiu reorganizar o exército devido à oposição de algumas personalidades influentes.
A falta de consideração como que o duque de Lafões, marechal-general do exército, o recebeu e o tratou ficou célebre na Europa.
Acabaria por morrer pouco depois, a 25 de Agosto de 1798.
Cristiano Augusto, Príncipe de Waldeck e Pyrmont, foi enterrado no Cemitério dos Ingleses , em Lisboa. Foi o príncipe-regente de Portugal, o futuro rei D. João VI, quem doou o jazigo para o príncipe, que se trata de uma pirâmide de mármore.

## Genealogia
| Cristiano Augusto, Príncipe de Waldeck e Pyrmont | Pai: Carlos Augusto, Príncipe de Waldeck e Pyrmont  | Avô paterno: Frederico António Ulrico, Príncipe de Waldeck e Pyrmont | Bisavô paterno: Cristiano Luís, Conde de Waldeck                       |
| Cristiano Augusto, Príncipe de Waldeck e Pyrmont | Pai: Carlos Augusto, Príncipe de Waldeck e Pyrmont  | Avô paterno: Frederico António Ulrico, Príncipe de Waldeck e Pyrmont | Bisavó paterna: Ana Isabel de Rappoltstein                             |
| Cristiano Augusto, Príncipe de Waldeck e Pyrmont | Pai: Carlos Augusto, Príncipe de Waldeck e Pyrmont  | Avó paterna: Luísa do Palatinado-Zweibrücken-Birkenfeld              | Bisavô paterno: Cristiano II, Conde Palatino de Zweibrücken-Birkenfeld |
| Cristiano Augusto, Príncipe de Waldeck e Pyrmont | Pai: Carlos Augusto, Príncipe de Waldeck e Pyrmont  | Avó paterna: Luísa do Palatinado-Zweibrücken-Birkenfeld              | Bisavó paterna: Catarina Ágata de Rappoltstein                         |
| Cristiano Augusto, Príncipe de Waldeck e Pyrmont | Mãe: Cristiana Henriqueta do Palatinado-Zweibrücken | Avô materno: Cristiano III, Conde Palatino de Zweibrücken            | Bisavô materno: Cristiano II, Conde Palatino de Zweibrücken-Birkenfeld |
| Cristiano Augusto, Príncipe de Waldeck e Pyrmont | Mãe: Cristiana Henriqueta do Palatinado-Zweibrücken | Avô materno: Cristiano III, Conde Palatino de Zweibrücken            | Bisavó materna: Catarina Ágata de Rappoltstein                         |
| Cristiano Augusto, Príncipe de Waldeck e Pyrmont | Mãe: Cristiana Henriqueta do Palatinado-Zweibrücken | Avó materna: Carolina de Nassau-Saarbrücken                          | Bisavô materno: Luis Crato, Conde de Nassau-Saarbrücken                |
| Cristiano Augusto, Príncipe de Waldeck e Pyrmont | Mãe: Cristiana Henriqueta do Palatinado-Zweibrücken | Avó materna: Carolina de Nassau-Saarbrücken                          | Bisavó materna: Filipina Henriqueta de Hohenlohe                       |

## Fonte de Referência
- Louis Curtze: Geschichte und Beschreibung des Fürstentums Waldeck. Arolsen, 1850 p. 620 ff (Digitalizado)
- Julian Pallua-Gall (1896), "Waldeck, Christian August Prinz zu", Allgemeine Deutsche Biographie (ADB) (em alemão) 40, Leipzig: Duncker & Humblot, pp. 675–676